# 爱尔兰人口
爱尔兰2011年普查数据显示总人口达到4,581,269。。爱尔兰的出生率为欧盟所有国家之中最高，妇女生育率在欧洲仅次于冰岛.爱尔兰过去最多曾有800多万人口。但因饥荒、传染病等高死亡率与向外迁移使人口大幅减少，时至今日，爱尔兰的总人口仅为历史最高峰值的一半。但与此同时，共有7000多万爱尔兰后裔分布于全球各地。 

## 数据
年龄结构
- 0-14岁： 21.1%
- 15-64 岁： 67.3%
- 65 岁及以上： 11.6%

年龄中位数
- 男性： 34.5岁
- 女性： 35.1岁
- 总人口： 34.8岁

增长率： 1.061%
出生率：16.1/1,000人
死亡率： 6.34 /1,000人
净迁移率： 0.86/1,000人
性别比例
- 出生： 1.057 男性／女性
- 15 岁以下： 1.07 男性／女性
- 15-64 岁： 1 男性／女性
- 65 岁及以上： 0.8 男性／女性
- 总人口： 0.99 男性／女性

婴儿死亡率
- 男婴： 4.24/1,000
- 女婴： 3.44/1,000
- 总死亡率： 3.85/1,000

预期寿命：
- 男性： 77.96 岁
- 女性： 82.55 岁
- 总人口： 80.19 岁

生育率： 2.02个子女／妇女
每千人口医生数与病床数：
- 3.187医生/1,000人
- 5.17床数/1,000人

HIV/ADIS成人感染率:0.2%
HIV/ADIS病人：6,900
HIV/ADIS死亡病例：>100
种族构成：
- 爱尔兰人 87.4%， 其他白人 7.5%，亚裔 1.3%， 非洲裔 1.1%，混血 1.1%，未说明1.6%

成人识字率
- 男性：99%
- 女性：99%
- 总人口：99%

## 資料來源
1. ↑  .   [2011-11-18]. （原始内容存档于2011-11-14）.
2. ↑  .   [2011-11-18]. （原始内容存档于2012-09-22）.
3. ↑  爱尔兰人口达到150年来新高
4. ↑  .   [2011-11-18]. （原始内容存档于2019-06-03）.